# Olympische Jugend-Winterspiele 2016/Teilnehmer (Australien)
| Gelbes Symbol für Goldmedaillen mit stilisierten Olympischen Ringen | Graues Symbol für Silbermedaillen mit stilisierten Olympischen Ringen | Braundes Symbol für Bronzemedaillen mit stilisierten Olympischen Ringen |
| ------------------------------------------------------------------- | --------------------------------------------------------------------- | ----------------------------------------------------------------------- |
| —                                                                   | 3                                                                     | 1                                                                       |

Australien nahm an den Olympischen Jugend-Winterspielen 2016 im norwegischen Lillehammer mit zehn Athletinnen und sieben Athleten in acht Sportarten teil.

## Medaillen
Mit drei gewonnenen Silbermedaillen belegte das australische Team Platz 19 im Medaillenspiegel.

## Sportarten

### Biathlon
| Athleten                   | Wettbewerb           | Zeit (Schießfehler) | Rang   |
| Jungen                     | Jungen               | Jungen              | Jungen |
| -------------------------- | -------------------- | ------------------- | ------ |
| Jethro Mahon               | 7,5 km Sprint        | 27:20,8 min (5)     | 50     |
| Jethro Mahon               | 10 km Verfolgung     | 46:24,0 min (6)     | 50     |
| Mädchen                    |                      |                     |        |
| Darcie Morton              | 6 km Sprint          | 19:43,3 min (1)     | 16     |
| Darcie Morton              | 7,5 km Verfolgung    | 29:13,9 min (6)     | 36     |
| Gemischt                   |                      |                     |        |
| Darcie Morton Jethro Mahon | Single Mixed-Staffel | 48:56,9 min (0+15)  | 27     |

### Eishockey
| Athleten      | Wettbewerb       | Qualifikation | Qualifikation | Finale             | Finale             |
| Athleten      | Wettbewerb       | Punkte        | Rang          | Punkte             | Rang               |
| Jungen        | Jungen           | Jungen        | Jungen        | Jungen             | Jungen             |
| ------------- | ---------------- | ------------- | ------------- | ------------------ | ------------------ |
| Jake Riley    | Skills-Challenge | 9             | 9             | nicht qualifiziert | nicht qualifiziert |
| Mädchen       |                  |               |               |                    |                    |
| Madison Poole | Skills-Challenge | 16            | 3             | 12                 | 5                  |

### Freestyle-Skiing

#### Halfpipe
| Athleten         | Wettbewerb | Finale       | Finale       | Finale       | Finale           | Finale |
| Athleten         | Wettbewerb | Durchgang 1  | Durchgang 2  | Durchgang 3  | Bester Durchgang | Rang   |
| Jungen           | Jungen     | Jungen       | Jungen       | Jungen       | Jungen           | Jungen |
| ---------------- | ---------- | ------------ | ------------ | ------------ | ---------------- | ------ |
| Cameroon Waddell | Halfpipe   | 45,80 Punkte | 27,60 Punkte | 18,20 Punkte | 45,80 Punkte     | 9      |

#### Skicross
| Athleten             | Wettbewerb | Qualifikation | Qualifikation | Vorlauf | Vorlauf | Halbfinale | Finale   |
| Athleten             | Wettbewerb | Zeit          | Rang          | Punkte  | Rang    | Position   | Position |
| Jungen               | Jungen     | Jungen        | Jungen        | Jungen  | Jungen  | Jungen     | Jungen   |
| -------------------- | ---------- | ------------- | ------------- | ------- | ------- | ---------- | -------- |
| Douglas Crawford     | Skicross   | 44,51 s       | 8             | 17      | 4       | 4          | 6        |
| Louis Muhlen-Schulte | Skicross   | 44,10 s       | 4             | 15      | 5       | 2          | Bronze   |
| Mädchen              |            |               |               |         |         |            |          |
| Zali Offord          | Skicross   | 46,26 s       | 4             | 17      | 4       | 1          | Silber   |

#### Slopestyle
| Athleten         | Wettbewerb | Finale       | Finale       | Finale           | Finale |
| Athleten         | Wettbewerb | Durchgang 1  | Durchgang 2  | Bester Durchgang | Rang   |
| Jungen           | Jungen     | Jungen       | Jungen       | Jungen           | Jungen |
| ---------------- | ---------- | ------------ | ------------ | ---------------- | ------ |
| Cameroon Waddell | Slopestyle | 54,30 Punkte | 55,80 Punkte | 55,80 Punkte     | 13     |

### Rennrodeln
| Athleten   | Wettbewerb | Durchgang 1 | Durchgang 1 | Durchgang 2 | Durchgang 2 | Gesamt       | Gesamt  |
| Athleten   | Wettbewerb | Zeit        | Rang        | Zeit        | Rang        | Zeit         | Rang    |
| Mädchen    | Mädchen    | Mädchen     | Mädchen     | Mädchen     | Mädchen     | Mädchen      | Mädchen |
| ---------- | ---------- | ----------- | ----------- | ----------- | ----------- | ------------ | ------- |
| Beth Slade | Einsitzer  | 56,488 s    | 19          | 57,008 s    | 19          | 1:53,496 min | 20      |

### Ski Alpin
| Athleten             | Wettbewerb   | Durchgang 1 | Durchgang 1 | Durchgang 2        | Durchgang 2        | Gesamt             | Gesamt             |        |        |
| Athleten             | Wettbewerb   | Zeit        | Rang        | Zeit               | Rang               | Zeit               | Rang               |        |        |
| Jungen               | Jungen       | Jungen      | Jungen      | Jungen             | Jungen             | Jungen             | Jungen             | Jungen | Jungen |
| -------------------- | ------------ | ----------- | ----------- | ------------------ | ------------------ | ------------------ | ------------------ | ------ | ------ |
| Louis Muhlen-Schulte | Super-G      |             |             |                    |                    | 1:14,35 min        | 29                 |        |        |
| Louis Muhlen-Schulte | Riesenslalom | DNF         | DNF         | nicht qualifiziert | nicht qualifiziert | nicht qualifiziert | nicht qualifiziert |        |        |
| Louis Muhlen-Schulte | Slalom       | DNF         | DNF         | nicht qualifiziert | nicht qualifiziert | nicht qualifiziert | nicht qualifiziert |        |        |
| Louis Muhlen-Schulte | Kombination  | 1:13,80 min | 23          | 43,23 s            | 19                 | 1:57,03 min        | 17                 |        |        |
| Mädchen              |              |             |             |                    |                    |                    |                    |        |        |
| Kathryn Parker       | Super-G      |             |             |                    |                    | 1:16,41 min        | 16                 |        |        |
| Kathryn Parker       | Riesenslalom | DNF         | DNF         | nicht qualifiziert | nicht qualifiziert | nicht qualifiziert | nicht qualifiziert |        |        |
| Kathryn Parker       | Slalom       | DNF         | DNF         | nicht qualifiziert | nicht qualifiziert | nicht qualifiziert | nicht qualifiziert |        |        |
| Kathryn Parker       | Kombination  | 1:17,32 min | 16          | 46,98 s            | 19                 | 2:04,30 min        | 17                 |        |        |

### Shorttrack
| Athleten    | Wettbewerb | Viertelfinale | Viertelfinale | Halbfinale | Halbfinale | Finale       | Finale  |
| Athleten    | Wettbewerb | Zeit          | Rang          | Zeit       | Rang       | Zeit         | Rang    |
| Mädchen     | Mädchen    | Mädchen       | Mädchen       | Mädchen    | Mädchen    | Mädchen      | Mädchen |
| ----------- | ---------- | ------------- | ------------- | ---------- | ---------- | ------------ | ------- |
| Julia Moore | 500 m      | 48,897 s      | 4             | 48,196 s   | 3          | 50,606 s     | 12      |
| Julia Moore | 1000 m     | 1:45.694 min  | 4             |            |            | 1:40,993 min | 12      |

### Skilanglauf
| Athleten       | Wettbewerb       | Qualifikation | Qualifikation | Viertelfinale      | Viertelfinale      | Halbfinale         | Halbfinale         | Finale             | Finale             |
| Athleten       | Wettbewerb       | Zeit          | Rang          | Zeit               | Rang               | Zeit               | Rang               | Zeit               | Rang               |
| Jungen         | Jungen           | Jungen        | Jungen        | Jungen             | Jungen             | Jungen             | Jungen             | Jungen             | Jungen             |
| -------------- | ---------------- | ------------- | ------------- | ------------------ | ------------------ | ------------------ | ------------------ | ------------------ | ------------------ |
| Liam Burton    | Cross            | 3:34,35 min   | 38            |                    |                    | nicht qualifiziert | nicht qualifiziert | nicht qualifiziert | nicht qualifiziert |
| Liam Burton    | Sprint klassisch | 3:30,25 min   | 41            | nicht qualifiziert | nicht qualifiziert | nicht qualifiziert | nicht qualifiziert | nicht qualifiziert | nicht qualifiziert |
| Liam Burton    | 10 km Freistil   |               |               |                    |                    |                    |                    | 26:13,8 min        | 27                 |
| Mädchen        |                  |               |               |                    |                    |                    |                    |                    |                    |
| Lillian Boland | Cross            | 3:52,64 min   | 23            |                    |                    | 3:50,78 min        | 10                 | nicht qualifiziert | nicht qualifiziert |
| Lillian Boland | Sprint klassisch | 4:04,21 min   | 36            | nicht qualifiziert | nicht qualifiziert | nicht qualifiziert | nicht qualifiziert | nicht qualifiziert | nicht qualifiziert |
| Lillian Boland | 5 km Freistil    |               |               |                    |                    |                    |                    | 15:10,6 min        | 28                 |

### Snowboard

#### Halfpipe
| Athleten        | Wettbewerb | Finale       | Finale       | Finale       | Finale           | Finale  |
| Athleten        | Wettbewerb | Durchgang 1  | Durchgang 2  | Durchgang 3  | Bester Durchgang | Rang    |
| Mädchen         | Mädchen    | Mädchen      | Mädchen      | Mädchen      | Mädchen          | Mädchen |
| --------------- | ---------- | ------------ | ------------ | ------------ | ---------------- | ------- |
| Emily Arthur    | Halfpipe   | 87,25 Punkte | 90,00 Punkte | 63,00 Punkte | 90,00 Punkte     | Silber  |
| Mahalah Mullins | Halfpipe   | 26,50 Punkte | 27,25 Punkte | 23,00 Punkte | 27,25 Punkte     | 15      |

#### Snowboardcross
| Athleten         | Wettbewerb     | Qualifikation | Qualifikation | Vorlauf | Vorlauf | Halbfinale | Finale   |
| Athleten         | Wettbewerb     | Zeit          | Rang          | Punkte  | Rang    | Position   | Position |
| Jungen           | Jungen         | Jungen        | Jungen        | Jungen  | Jungen  | Jungen     | Jungen   |
| ---------------- | -------------- | ------------- | ------------- | ------- | ------- | ---------- | -------- |
| Alex Dickson     | Snowboardcross | 47,93 s       | 3             | 17      | 4       | 2          | Silber   |
| Mädchen          |                |               |               |         |         |            |          |
| Mollie Fernandez | Snowboardcross | 52,89 s       | 8             | 14      | 6       | 2          | 4        |

#### Slopestyle
| Athleten        | Wettbewerb | Finale       | Finale       | Finale           | Finale  |
| Athleten        | Wettbewerb | Durchgang 1  | Durchgang 2  | Bester Durchgang | Rang    |
| Mädchen         | Mädchen    | Mädchen      | Mädchen      | Mädchen          | Mädchen |
| --------------- | ---------- | ------------ | ------------ | ---------------- | ------- |
| Emily Arthur    | Slopestyle | 44,50 Punkte | 20,25 Punkte | 44,50 Punkte     | 14      |
| Mahalah Mullins | Slopestyle | 25,75 Punkte | 76,75 Punkte | 76,75 Punkte     | 5       |

#### Teamwettbewerb Ski/Snowboardcross
| Athleten                                                   | Wettbewerb                        | Viertelfinale | Halbfinale | Finale   |
| Athleten                                                   | Wettbewerb                        | Position      | Position   | Position |
| Gemischt                                                   | Gemischt                          | Gemischt      | Gemischt   | Gemischt |
| ---------------------------------------------------------- | --------------------------------- | ------------- | ---------- | -------- |
| Mollie Fernandez Zali Offord Alex Dickson Douglas Crawford | Teamwettbewerb Ski/Snowboardcross | 2             | 4          | 6        |